# Agylla prasina
Agylla prasina là một loài bướm đêm thuộc phân họ Arctiinae, họ Erebidae.